# Tonalá (Jalisco)
Tonalá ist eine Stadt in der Metropolregion von Guadalajara im Bundesstaat Jalisco in Mexiko. Sie bildet den Hauptort des Municipio Tonalá. Mit 463.400 Einwohnern (2019) ist es die viertgrößte Stadt des Bundesstaates. Die anderen drei sind die anderen wichtigsten Ballungszentren der Metropolregion: Guadalajara, Zapopan und Tlaquepaque.
Der Name der Stadt stammt von dem Nahuatl-Wort Tonallán. Die Bedeutung ist Ort wo die Sonne aufgeht.

## Lage und Klima
Die Stadt liegt im östlichen Teil des Bundesstaates auf einer durchschnittlichen Höhe von 1.500 Metern über dem Meeresspiegel. Das Klima ist halbtrocken mit den trockensten Monaten im Winter und Frühling. Es ist halbwarm ohne ausgeprägten Winter mit etwa sechs Tagen im Jahr mit Temperaturen unter oder auf dem Gefrierpunkt. Der größte Teil des jährlichen Niederschlags (900 mm) fällt zwischen Juli und Oktober. Die vorherrschenden Winde kommen aus dem Osten.

## Geschichte
Als Nuño de Guzmán und die Spanier 1530 eintrafen, war die Stadt die Hauptstadt eines Kleinstaates, der von einer Frau namens Cihualpilli Tzapotzinco regiert wurde. Die Führer des Staates waren sich uneinig, wie sie auf die Ausländer reagieren sollten. Cihualpilli wollte sich aufgrund der spanischen Übermacht nicht wehren, aber die lokalen Führer, insbesondere die aus Coyolan, Ichcatán, Tzalatitán und Tetlán, wollten Widerstand leisten. Cihualpilli sandte Geschenke an Guzmán, der nicht nur mehr forderte, sondern auch Treue zum spanischen König forderte. Ungefähr 3.000 Dissidenten versammelten sich daraufhin und griffen die Spanier an. Dies endete nach einer mehrstündigen Schlacht mit einem spanischen Sieg am 25. März 1530. Cihualpilli wurde auf den Namen Juana Bautista getauft. Das Gebiet wurde in Nueva Galicia und die Stadt in Santiago de Tonalá umbenannt.
Die neue Provinz wurde ursprünglich von Diego Vazquez Buendia regiert und blieb bis zur Gründung von Guadalajara im Jahr 1535 die Hauptsiedlung in der Region. Die Evangelisierung wurde von den Franziskanern und Augustinern bis zum Beginn des 17. Jahrhunderts durchgeführt.
Im Jahr 1824 wurde die Tonalá offiziell eine Stadt und dann im selben Jahr Zapotlanejo untergeordnet.

## Wirtschaft
Die sichtbarste wirtschaftliche Aktivität ist das Handwerk, insbesondere die Töpferei. Die Stadt ist neben Tlaquepaque ein wichtiges Zentrum für diese Gewerbe in Jalisco. Die Stadt ist seit der vorspanischen Zeit ein Keramikzentrum. Sie verfügt über einen Donnerstags- und Sonntagsmarkt für Kunsthandwerk.
Im Gegensatz zu Tlaquepaque ist die Stadt Tonalá nicht auf Touristen mit den damit verbundenen Hotels, Restaurants und malerischen Straßen ausgerichtet. Trotzdem verzeichnete sie jede Woche Tausende von Besuchern, die am meisten vom Straßenmarkt oder „tianguis“ angezogen wurden, der jeden Donnerstag und Sonntag stattfindet.

## Kultur
Eines der wichtigsten Volksfeste ist das Fiestas de Sol (Sonnenfest), das in der ersten Aprilhälfte stattfindet. Es bietet Kunsthandwerk aus ganz Jalisco sowie traditionellen Tanz, Essen, Paraden, die Wahl einer Königin, kulturelle und musikalische Veranstaltungen und vieles mehr. Das Festival von Santa Cruz findet im Mai statt und ist durch Prozessionen in den Stadtvierteln gekennzeichnet, bei denen Kreuze getragen werden. Der heilige Jakobus, der Schutzpatron der Stadt, wird am 25. Juli gefeiert. Dieses Ereignis wird durch den Tanz der Matachinen und der Tastoanes markiert, der nur hier stattfindet. Der Tastoanes-Tanz symbolisierte die Kämpfe zwischen den Ureinwohnern und den Eroberern im 16. Jahrhundert.
2013 eröffnete die lokale Regierung eine Ausstellungshalle und ein Museum im Gebäude mit dem Namen Tonalá Puebla-Museo, um lokales Handwerk, Kunst und Kultur zu fördern.

## Persönlichkeiten
- Yael Padilla (* 2005), Fußballspieler